# Бањоло-Кантагало (Фиренца)
Бањоло-Кантагало је насеље у Италији у округу Фиренца, региону Тоскана.
Према процени из 2011. у насељу је живело 386 становника. Насеље се налази на надморској висини од 221 м.